# Charlie Ray
Charlotte Ray Rosenberg, detta Charlie (New York, 8 marzo 1992), è un'attrice statunitense.

## Biografia
Dall'età di tre anni ha studiato danza Jazz e Tap nel Broadway Dance Center, Peridance, Hip hop al Kelly Peter Dance, al Ballet e al Joffrey Ballet.
Ha esordito al cinema con il ruolo di Rosemary Telesco nel film Innamorarsi a Manhattan insieme a Josh Hutcherson nel ruolo di Gabe. Nel film aveva solo 12 anni e mezzo e già in quel film aveva accennato una grande passione per il ballo soprattutto hip hop. Ha recitato anche nella parte di Belinda, una vittima della prostituzione minorile, in un episodio di Law & Order: Special Victims Unit. È la sorella più piccola del produttore Jackson Waite.

## Filmografia

### Cinema
- Innamorarsi a Manhattan (Little Manhattan), regia di Mark Levin (2005)

### Televisione
- Law & Order: Unità vittime speciali (Law & Order: Special Victims Unit) - serie TV, episodi 8x07, 17x12 (2006, 2016)
- Inside Amy Schumer - serie TV, episodi 2x02, 3x10 (2014-2015)
- Sneaky Pete - serie TV, episodi 2x01, 2x03-2x04 (2018)
- Guap - film per la televisione, regia di Patrick Letterii (2018)
- FBI: Most Wanted - serie TV, episodio 2x09 (2021)

## Doppiatrici italiane
Nelle versioni in italiano dei suoi lavori, Charlotte Ray Rosenburg è stata doppiata da:
- Giulia Franceschetti in Innamorarsi a Manhattan
- Eva Padoan in Sneaky Pete [1]